# Palacio de los Vivero (Valladolid)

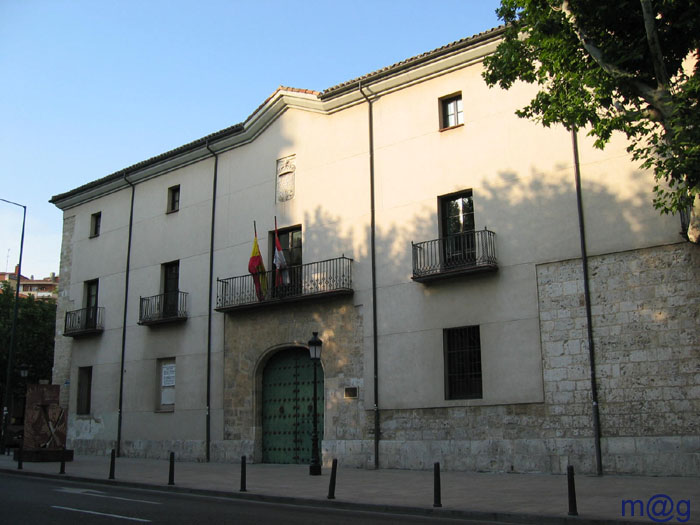
Palacio de los Vivero

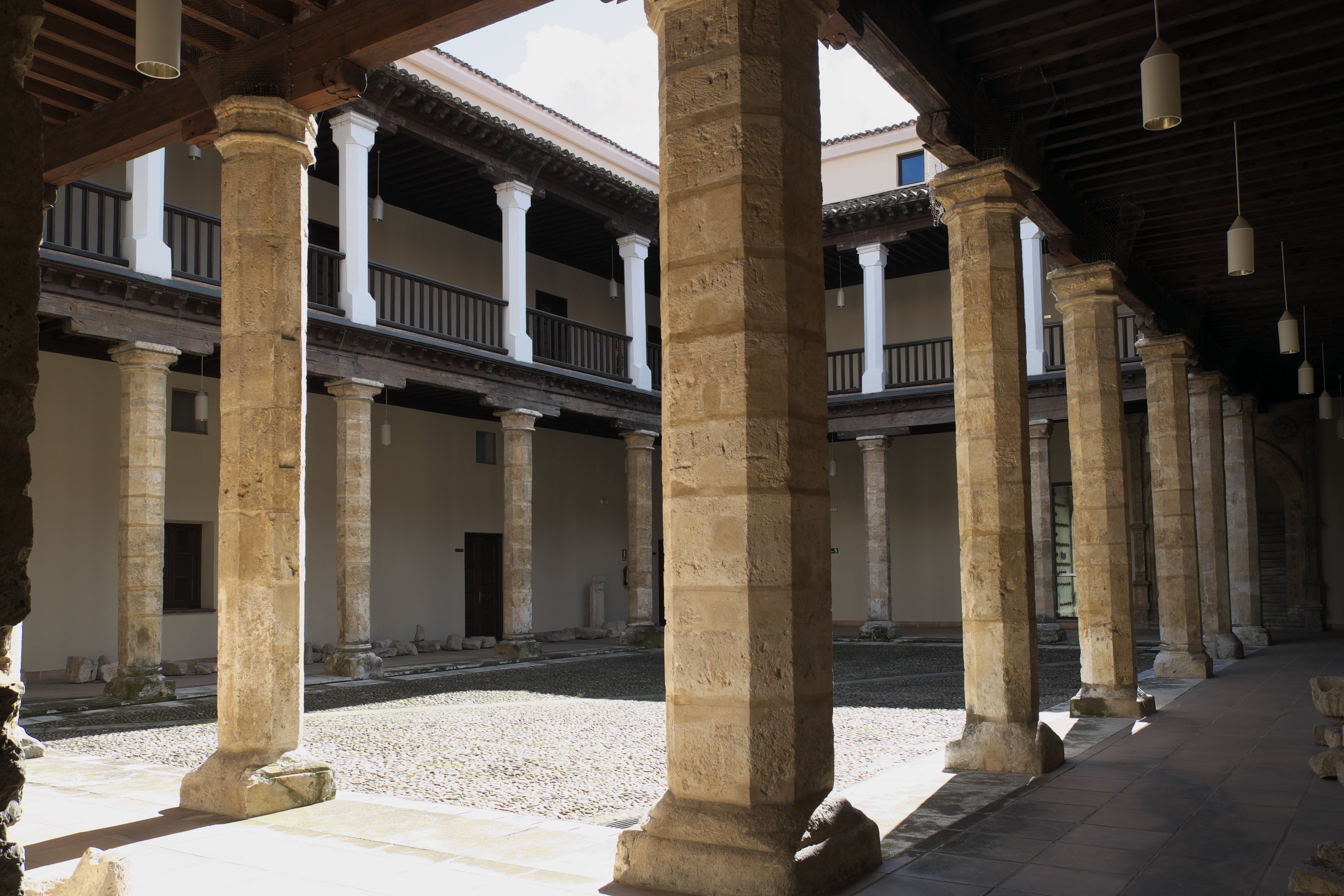
Innenhof

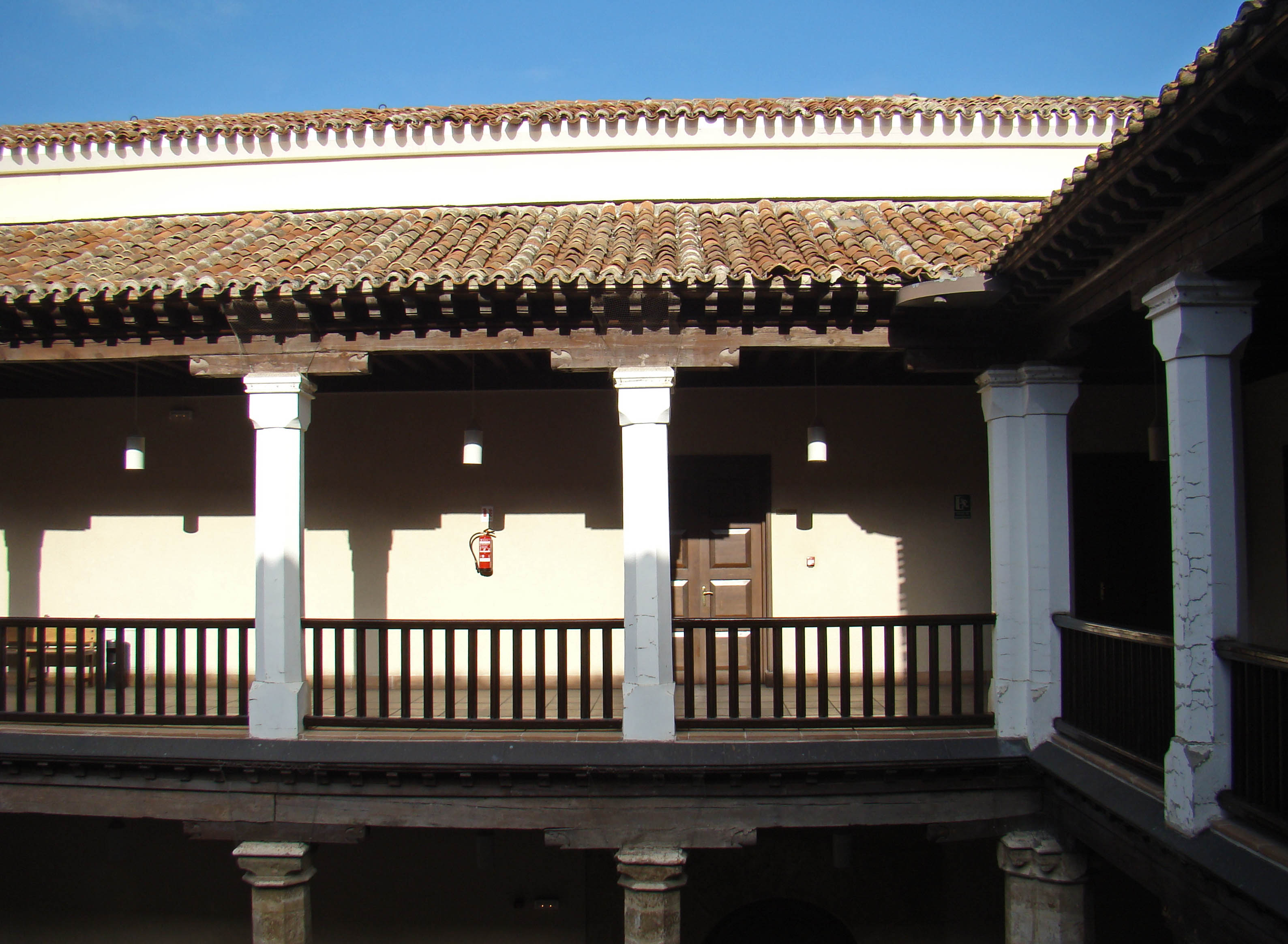
Innenhof, Obergeschoss

Der Palacio de los Vivero in Valladolid, der Hauptstadt der gleichnamigen Provinz in der spanischen Autonomen Region Kastilien und León, wurde in der ersten Hälfte des 15. Jahrhunderts im spätgotischen Mudéjarstil errichtet. Im Jahr 1469 fand hier die Hochzeit der Katholischen Könige statt. Von 1475 bis zu seiner Aufhebung im Jahr 1834 diente das Gebäude als Sitz des obersten Gerichtshofes (Real Audiencia y Chancillería de Valladolid) von Kastilien und anschließend der Audiencia Territorial de Valladolid, der obersten Gerichtsbehörde für die Provinzen Valladolid, Palencia, León, Zamora und Salamanca. Heute sind hier das Archiv der Provinz Valladolid (Archivo Histórico Provincial de Valladolid) 
und die Real Academia de Medicina y Cirugía (Königliche Akademie für Medizin und Chirurgie) untergebracht. 1964 wurde der Palacio de los Vivero zum Baudenkmal (Bien de Interés Cultural) erklärt.

## Geschichte
Der Name des Palastes geht auf Don Alonso Pérez de Vivero zurück, der das Gebäude um das Jahr 1440 errichten ließ. Pérez de Vivero war Vizegraf von Altamira und Contador Mayor des kastilischen Königs Johann II. Sein Sohn unterstützte die kastilische Thronfolgerin Isabella im Zwist mit ihrem Halbbruder Heinrich IV. um die Nachfolge im kastilischen Königreich. Am 19. Oktober 1469 wurde in der Sala rica (reicher Saal) des Palastes der Heiratsvertrag zwischen Isabella und Ferdinand, dem Thronfolger des Königreichs Aragón, unterzeichnet. Mit der Hochzeit der beiden, die später vom Papst den Titel Reyes Católicos (Katholische Könige) verliehen bekamen, wurde die Grundlage geschaffen für die Vereinigung der beiden Königreiche, der Krone von Kastilien und der Krone von Aragón. 
Nach dem Tod von Alonso Pérez de Vivero im Jahr 1453 ging der Palast in den Besitz der kastilischen Krone über. Isabella und Ferdinand ließen ab 1475, nachdem sie in Kastilien die Thronfolge angetreten hatten, den ursprünglich festungsartig angelegten Palast umbauen und sämtliche wehrhaften Elemente wie die Ecktürme, Mauern, Gräben und Zinnen entfernen. Im Zuge dieser Baumaßnahmen wurde der neue Innenhof angelegt. 1489 machten die katholischen Könige den Palacio de Vivero zum Sitz der Real Audiencia y Chancillería de Valladolid, des bereits 1371 von Heinrich II. ins Leben gerufenen obersten Gerichtshofs (Real Audiencia) des kastilischen Königreiches. Die Innenräume des Palastes wurden hierzu in Gerichtssäle umgewandelt. Nach der Eroberung des Königreiches Granada, des letzten maurischen Herrschaftsgebietes auf der iberischen Halbinsel, richtete Isabella im Jahr 1494 einen weiteren Gerichtshof (Real Audiencia y Chancillería de Ciudad Real) für die Gebiete südlich des Tajo in der Stadt Ciudad Real ein, die heute zur autonomen Region Kastilien-La Mancha gehört. Die Real Audiencia in Valladolid war von nun an nur noch für die Gebiete nördlich des Tajo zuständig. 
Im 16. Jahrhundert wurde der Palast durch einen Anbau erweitert, in dem nach seiner Restaurierung im Jahr 1972 das Archiv des ehemaligen Gerichtshofes (Archivo de la Real Chancillería de Valladolid) untergebracht wurde. In den 1960er Jahren wurde in dem Palast das Archiv der Provinz Valladolid eingerichtet und 1978 in einem Flügel im Erdgeschoss des Palastes die Real Academia de Medicina y Cirugía.

## Architektur
Im ersten Stock öffnet sich über dem Portal ein Balkon, über dem das königliche Wappen angebracht ist. Die hölzernen Türflügel mit ihren Nagelbeschlägen und Türklopfern sind noch original erhalten. Die Räume des Palastes sind um einen zweistöckigen, rechtwinkligen Innenhof angeordnet. Die Galerien werden von polygonalen Pfeilern mit schlichten Kapitellen getragen. Der Festsaal, die Sala rica, nimmt zwei Stockwerke ein und ist mit einer Artesonadodecke im Mudéjarstil gedeckt. Zum steinernen Treppenaufgang öffnet sich ein von Pilastern gerahmter und mit Rosetten verzierter Rundbogen.

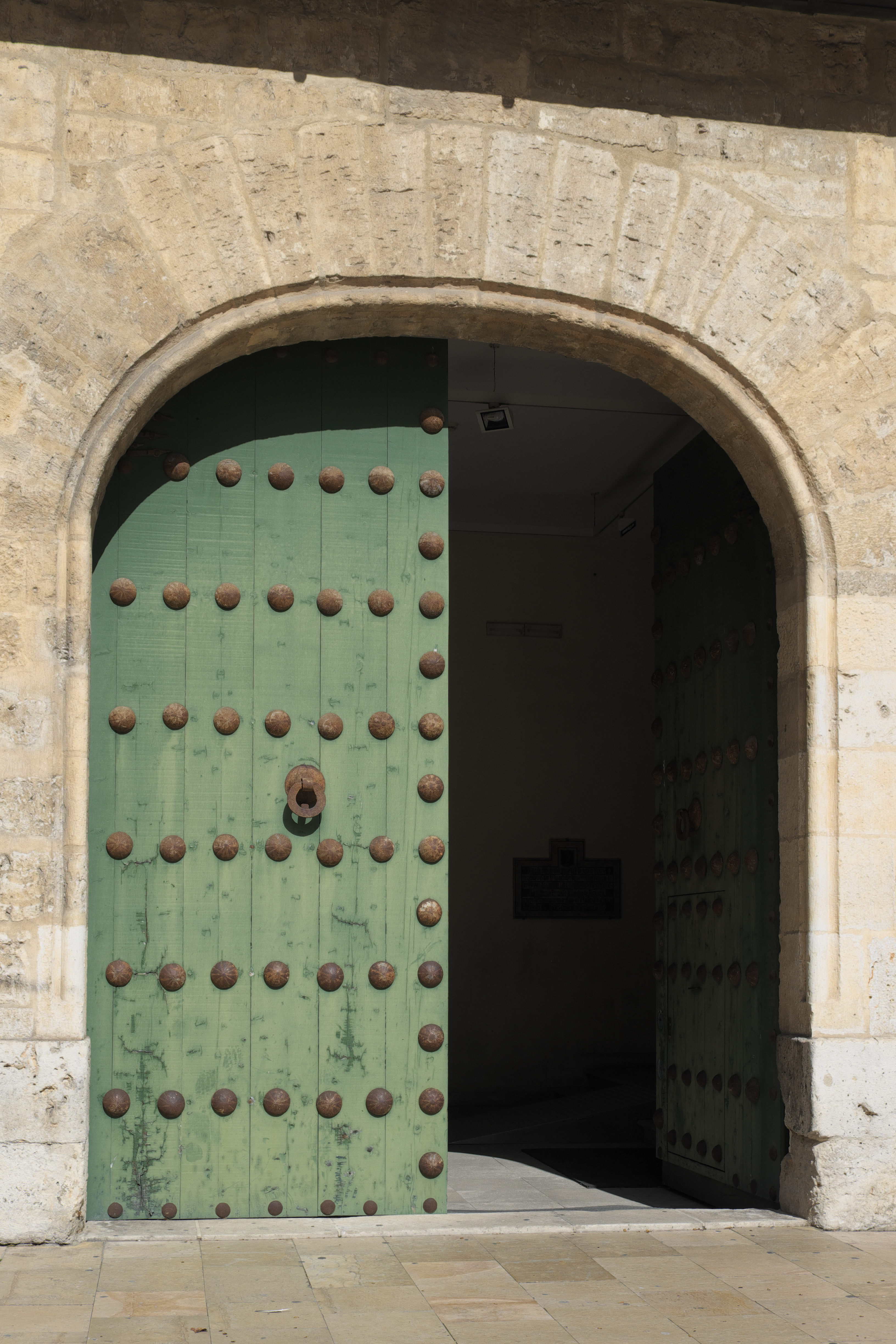
Portal
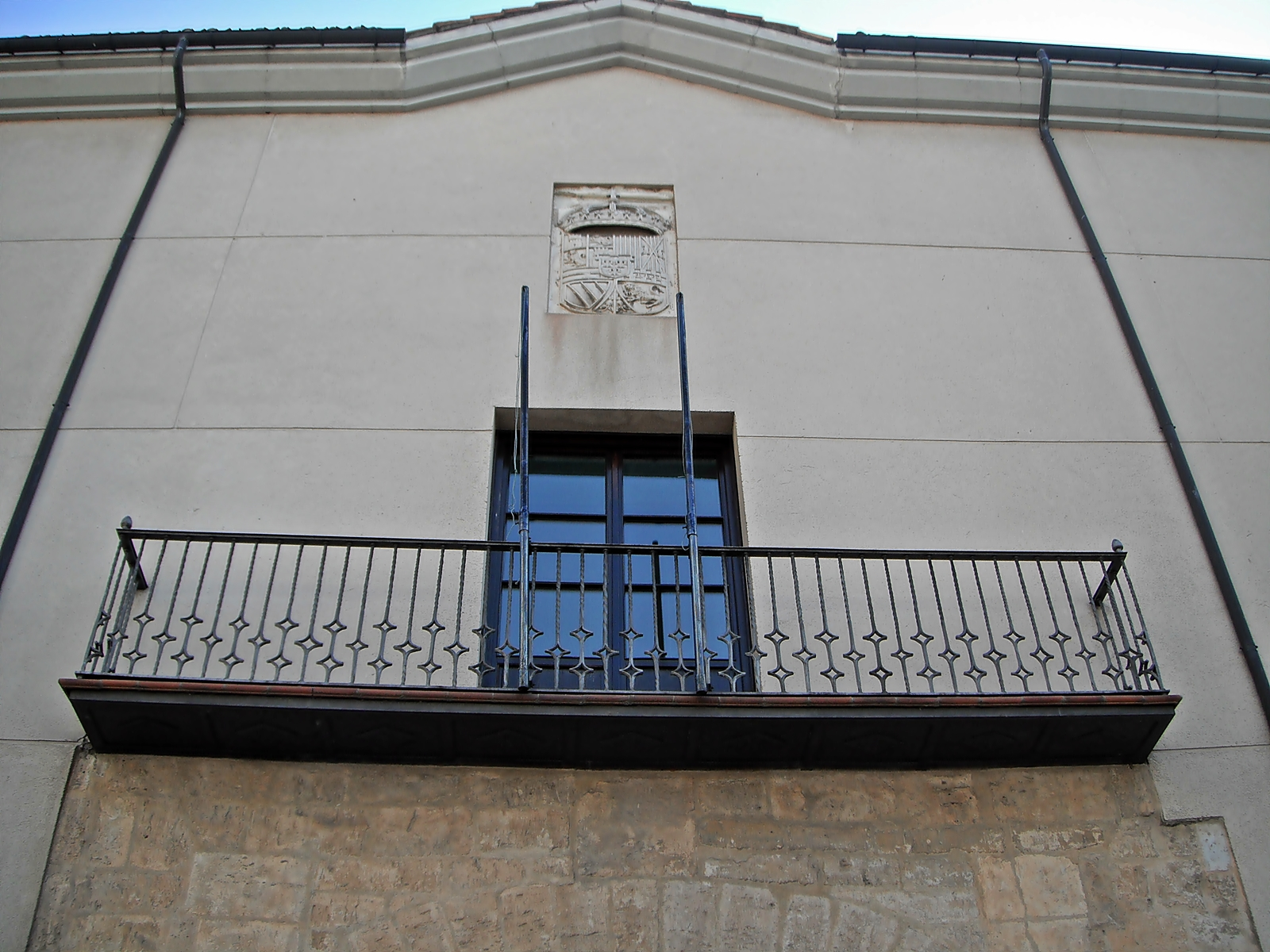
Balkon und Wappen über dem Eingang
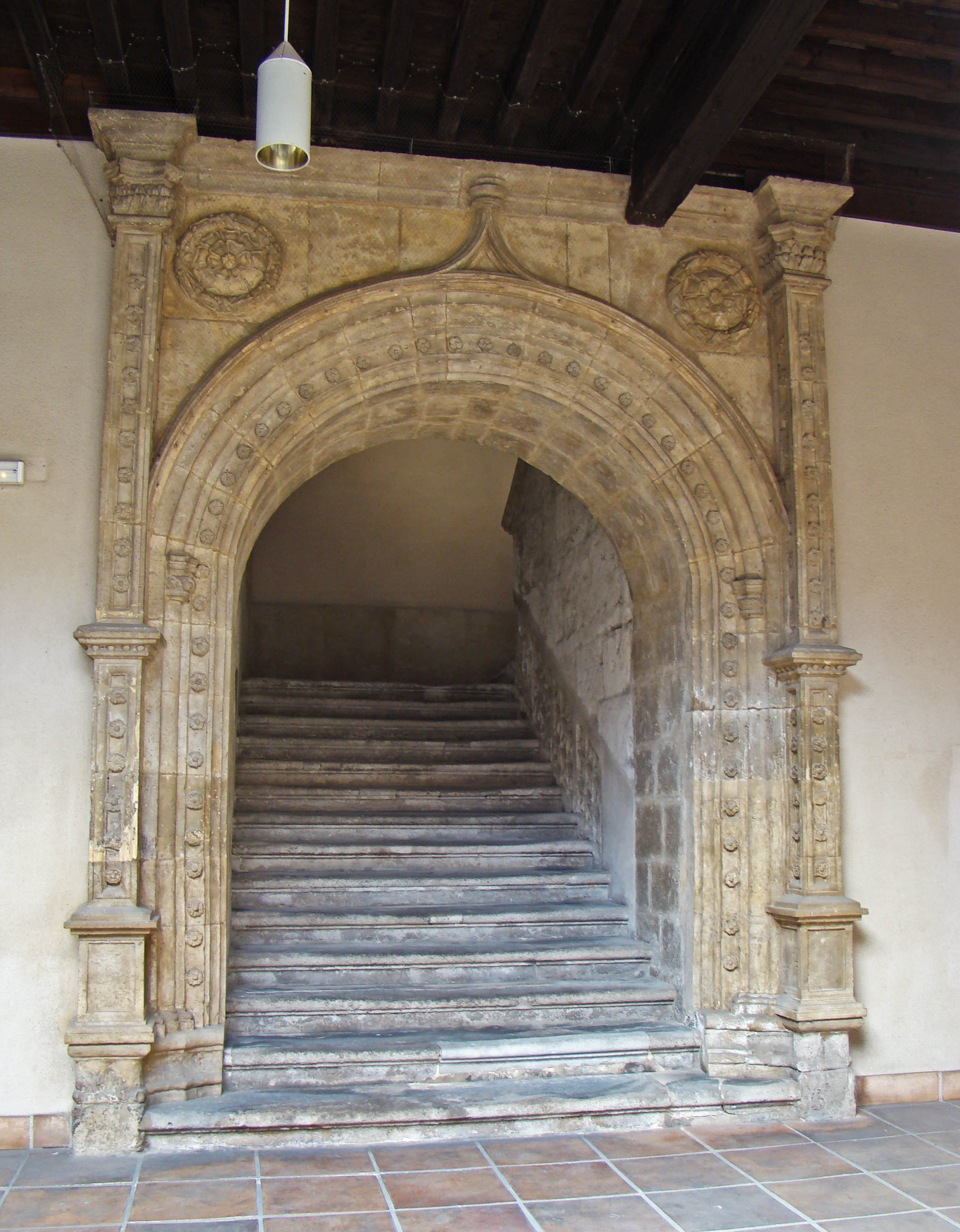
Treppenaufgang